# VDub
VDub – hasło serii trzech reklam Volkswagena, powstałych na potrzeby kampanii reklamowej w 2006 roku. Za kształt kampanii odpowiadała agencja reklamowa Crispin Porter + Bogusky; filmy wyreżyserował Jonas Åkerlund, wystąpili w nich szwedzki aktor Peter Stormare jako inżynier Wolfgang i niemiecka modelka Zonja Wöstendiek jako jego asystentka Miss Helga. Reklamy były pomyślane jako parodia programu Pimp My Ride z MTV
Telewizyjną emisję reklam rozpoczęto w lutym 2006 roku. Wkrótce trzy 30-sekundowe reklamy trafiły do serwisu YouTube, i zyskały olbrzymią popularność. W sierpniu liczba wyświetleń tych reklam wyniosła 4 miliony.

## Reklamy
Reklamy opierają się na jednym schemacie: występują Wolfgang, asystentka Helga, zaproszony gość i jego samochód, wymagający "odpicowania". Następnie samochód gościa zostaje zniszczony i zastąpiony nowym modelem Volkswagena GTI. Na zakończenie Woilfgang układa dłonie w charakterystyczny wymyślny sposób, mający symbolizować V i W w logo Volkswagena.
"Wrecking Ball"
Zniszczona zostaje Honda Civic. Slogan: "Holdin' it down on the engineering tip, ja".
"Crate"
Ford Focus ZX3 ulega zmiażdżeniu przez spadający z góry kontener z Volkswagenem GTI w środku. Ford Focus określany jest tu jako "98 Vatchamacallit". Slogan: "VDub: representing Deutschland!".
"Catapult"
Mitsubishi Eclipse zostaje wyrzucony w powietrze przy pomocy katapulty. Slogan użyty w tej reklamie to "V-Dub: German engineering in da haus, ja!".